# Kent Gap
Il Kent Gap (in lingua inglese: Valico Kent) è un valico riempito di ghiaccio, che mette in comunicazione le teste della May Valley e del Ghiacciaio Chambers e demarca la divisione tra la Lexington Tablee la Saratoga Table, nel Forrestal Range, nei Monti Pensacola, in Antartide. 
Il valico è stato mappato dall'United States Geological Survey (USGS) sulla base di rilevazioni e foto aeree scattate dalla U.S. Navy nel periodo 1956 - 1966.
La denominazione è stata assegnata dall'Advisory Committee on Antarctic Names (US-ACAN) in onore di Kenneth K. Kent, tecnico elettronico presso la Stazione Ellsworth nell'inverno del 1957.